# Igor Míchal
Igor Míchal (15. července 1932 Brno – 4. srpna 2002) byl český ekolog, lesník, pedagog a fotograf. Věnoval se zkoumání ekologických zákonitostí v krajině a jejich praktickému využití v územních systémech ekologické stability.

## Životopis
Igor Míchal se narodil v Brně. Dětství prožil vzhledem ke strachu rodičů z druhé světové války na chalupě v údolí řeky Bobrůvky. Chodil do základní školy v Nové Vsi. Mezi lety 1950–1954 studoval na Lesnické fakultě Vysoké školy zemědělské v Brně. Nejen v době studia patřili mezi jeho vzory pedagogové Alois Zlatník, Bohumil Doležal a Bohuslav Polanský. Po ukončení školy se v roce 1955 stal tanečníkem ve „Státním souboru písní a tanců“. Následoval svého přítele z fakulty Milana Križa, pozdějšího profesora na zvolenské lesnické fakultě. Chtěl „poznat svět“. Získal angažmá v Československém státním cirkuse (1959–1960). Zde se seznámil s budoucí manželkou. Během téměř šestiletého období se upevnila jeho láska k folklóru především Slovenska a Karpat.
Od roku 1988 po nákaze virovou hepatitidou mu byl přiznán invalidní důchod. V porevolučních letech působil také jako pedagog. Externě přednášel na Univerzitě Karlově a Masarykově univerzitě. Zemřel 4. srpna 2002. Byl zpopelněn a rozptýlen bez obřadu (na vlastního přání).

### Profesní život
V roce 1960 se vrátil k vystudované odbornosti a začal pracovat jako „lesní technik – taxátor“ ve zvolenském Lesprojektu, kde působil jako lesník a praktik hospodářské úpravy lesů. Zde se seznámil s pozdějším přítelem Ivanem Vološčukem, budoucím ředitelem Tatranského národního parku. V roce 1962 se přestěhoval s manželkou do Prahy. Do roku 1968 pokračoval v práci v Lesprojektu, nyní v Brandýse nad Labem. Věnoval se územnímu plánování a přirozené podobě krajiny a její funkci. Získal dalšího celoživotního přítele Eduarda Průšu. Společně jezdili na motorce na východní Slovensko, kde se věnovali studiu a fotografování pralesovitých porostů a lesů, které byly málo zasaženy lidskou činností. S přítelem spolupracoval po celý život.
Poté pracoval dvacet let v Terplanu – Státním ústavu pro územní plánování a krajinnou ekologii v Praze. V roce 1969 obhájil kandidátskou disertační práci Biotechnická studie karpatské jedlové bučiny. Během sedmdesátých let 20. století spoluorganizoval semináře o ekologické problematice. Patřil k vedoucím autorům řady stěžejních materiálů o krajině a životním prostředí v České republice, mezi něž patří například: 
- Generel klidových oblastí (1971–1978) – koncepční krajinářský dokument, zpracovaný pro tehdejší kraje Československa
- Prognóza ekologických změn jihomoravských lužních lesů (1978), spoluautor Oldřich Musil
- Ekologický generel ČSSR (1985), kolektiv autorů[6]

Z dalších materiálů lze jmenovat Hodnocení úrovně životního prostředí, Bilance významných krajinných prvků, Nadregionální územní systém ekologické stability Čech, Moravy a Slezska, koncept evropské ekologické sítě EECONET a další. V devadesátých letech spolupracoval mimo jiné s Josefem Vavrouškem, Ivanem Ryndou a Ivanem Dejmalem na konferenci „Tvář naší země“.
Igor Míchal se angažoval v nevládních i vládních organizacích. Spolupracoval s Hnutím DUHA. Aktivně pracoval ve vědecké radě Krkonošského národního parku, v Národním lesnickém komitétu, v autorizační komisi České komory architektů, v Oponentní radě Ministerstva životního prostředí pro územní systémy. Byl členem předsednictva a místopředsedou Společnosti pro trvale udržitelný život a členem Českého národního lesnického komitétu. V posledních letech svého života pracoval v Agentuře ochrany přírody a krajiny ČR.

### Publikace
- 1988 – O odpovědném vztahu k přírodě
- 1991 – Rozhovory o ekologii a ochraně přírody
- 1991 – Hodnoty, etika a životní prostředí[5]
- 1994 – Ekologická stabilita
- 1994 – Hovory s lesníky[8]
- 1999 – Péče o chráněná území II.
- 2003 – Krajinný ráz, společně s Jiřím Löwem

Během svého života napsal desítky vědeckých a odborných prací, věnoval se také populárně vědeckým textům.

### Fotograf
Fotografoval rád a často krajinné celky a přirozené lesy. Věnoval se dokumentární vědecké fotografii. U části jeho fotografické tvorby je zřejmé, že hlavní úlohu přebírala estetická kvalita obrazu, která vycházela z hodnot představovaných Josefem Sudkem a Rudolfem Jandou. Jeho fotografickou pozůstalost vlastní Moravská galerie v Brně.

### Ocenění
- 1999 – Cena Josefa Vavrouška